# Apache OpenOffice
Apache OpenOffice (AOO) este o suită de software birotic liberă (Open source). Este una dintre suitele de birou care a pornit de la OpenOffice.org și a fost un văr apropiat al LibreOffice și NeoOffice în 2014. Este disponibil pentru multe sisteme de operare diferite, inclusiv Microsoft Windows, Linux și macOS.
OpenOffice.org este un concurent direct pentru suita Microsoft Office, lider de piață. Are o interfață similară și implementează cea mai mare parte a funcționalității unui software comercial. OpenOffice.org folosește formatele OpenDocument fișier, standardizate de OASIS. Cu câteva excepții, OpenOffice.org poate citi (dar nu scrie, ca LibreOffice) documente în formatele Microsoft Office.

## Istorie
În ianuarie 2010, Oracle Corporation a cumpărat Sun Microsystems, care a dezvoltat OpenOffice.org până în acel moment. În septembrie 2010, o mare parte dintre dezvoltatori au creat The Document Foundation și au introdus proiectul în noul proiect LibreOffice pentru că, printre alte motive, nu erau siguri dacă dezvoltarea va avea succes sub managementul Oracle. A devenit practic succesorul OpenOffice.org. În aprilie 2011, Oracle a oprit dezvoltarea OpenOffice.org și a concediat echipa de dezvoltare rămasă. Succesul LibreOffice a jucat probabil un rol în decizia Oracle de a abandona partea comercială a OpenOfice.org. Câteva luni mai târziu, a donat codul sursă și mărcile comerciale existente Fundației Apache, care a lansat prima versiune a Apache OpenOffice.
În primii ani ai proiectului, IBM a avut oameni care lucrează la proiect. După ce IBM a oprit suportul în 2014, îi lipsesc oameni și de atunci a lansat doar versiuni minore. În 2016, proiectul a discutat opțiunea de a întrerupe proiectul, din cauza unor probleme de securitate care nu au fost rezolvate la timp.

### Istoricul versiunilor
| Culoare  | Înțeles                           |
| -------- | --------------------------------- |
| Roșu     | Versiune veche fără suport tehnic |
| Verde    | Versiunea curentă                 |
| Albastru | Versiune viitoare                 |

| Versiune | Data lansării   | Descriere / Comentarii |
| -------- | --------------- | ---------------------- |
| 3.4      | 8 mai 2012      |                        |
| 3.4.1    | 23 august 2012  |                        |
| 4.0      | 23 iulie 2013   |                        |
| 4.1      | 29 aprilie 2014 |                        |
| 4.2      |                 |                        |

## Componentele din suita OpenOffice.org
Componentele OpenOffice.org seamănă într-o oarecare măsură cu cele din suita Microsoft Office, până și culorile distinctive sunt similare; au fost alese astfel încât utilizatorilor care migrează de la Microsoft Office la OpenOffice.org să le fie mai ușor. De menționat că spre deosebire de celelalte pachete de software birotic, OpenOffice.org nu conține câte o aplicație pentru fiecare componentă ci fiecare componentă este integrată în aplicația în sine. Astfel, utilizatorul poate proceda astfel: deschide un document text, îl modifică, îl închide fără a închide aplicația în sine, apoi deschide o foaie de calcul în aceeași aplicație, o modifică, etc. Numele procesului principal al aplicației este soffice.bin. soffice vine probabil de la StarOffice, sugerând că numele aplicației a rămas neschimbat. Fiind opensource, OpenOffice.org a fost tradus în un număr foarte mare de limbi, printre care și limba română.
Între componentele pachetului OpenOffice.org există o mare interoperabilitate, ele putând să se apeleze între ele oricând. Cele șase componente principale sunt: Writer, Calc, Impress, Draw, Base și Math.
Pachetului OpenOffice.org i se pot adăuga facilități prin intermediul unui sistem de add-on-uri similar cu cel de la Firefox.
| Module               | Module  | Notes |
| -------------------- | ------- | --- |
| AOO 4.0 Writer icon  | Writer  | Un procesor de text analog cu Microsoft Word și WordPerfect |
| AOO 4.0 Calc icon    | Calc    | O foaie de calcul analogă cu Microsoft Excel și Lotus 1-2-3. |
| AOO 4.0 Impress icon | Impress | Un program de prezentare analog cu Microsoft PowerPoint și Apple Keynote. |
| AOO 4.0 Draw icon    | Draw    | Un editor de grafică vectorială comparabil în funcții cu funcțiile de desen din Microsoft Office. |
| AOO 4.0 Math icon    | Math    | Un instrument pentru crearea și editarea formulelor matematice, analog cu Microsoft Equation Editor sau MathType. Formulele pot fi încorporate în alte documente Apache OpenOffice, cum ar fi cele create de Writer. Acceptă mai multe fonturi.                                            |
| AOO 4.0 Base icon    | Base    | Un program de gestionare a bazelor de date analog cu Microsoft Access. Base poate funcționa ca un front-end pentru un număr de sisteme de baze de date diferite, inclusiv baze de date Access (JET), surse de date ODBC și MySQL/PostgreSQL. Nativ pentru suită este o versiune de HSQLDB. |